# Euphorbia pedemontana
Euphorbia pedemontana är en törelväxtart som beskrevs av Leslie Larry Charles Leach. Euphorbia pedemontana ingår i släktet törlar, och familjen törelväxter. Inga underarter finns listade i Catalogue of Life.